# Sport Club Fortuna Köln 1991-1992
Questa voce raccoglie le informazioni riguardanti il Sport Club Fortuna Köln nelle competizioni ufficiali della stagione 1991-1992.

## Stagione
Nella stagione 1991-1992 il Fortuna Colonia, allenato da Gerd Roggensack, concluse il campionato di 2. Bundesliga al 12º posto. In Coppa di Germania il Fortuna Colonia fu eliminato ai Ottavi di finale dallo Borussia M'gladbach.

## Rosa
| N. |                     | Ruolo | Calciatore          |
| -- | ------------------- | ----- | ------------------- |
|    | Germania (bandiera) | P     | Frank Agaciak       |
|    | Polonia (bandiera)  | P     | Jacek Jarecki       |
|    | Germania (bandiera) | P     | Uwe Zimmermann      |
|    | Germania (bandiera) | D     | Dirk Hupe           |
|    | Germania (bandiera) | D     | André Köhler        |
|    | Germania (bandiera) | D     | Willi Kronhardt     |
|    | Germania (bandiera) | D     | Dirk Römer          |
|    | Germania (bandiera) | D     | Michael Schmitz     |
|    | Germania (bandiera) | D     | Hans-Jörg Schneider |
|    | Germania (bandiera) | C     | Andreas Brandts     |
|    | Germania (bandiera) | C     | Axel Britz          |
|    | Germania (bandiera) | C     | Dirk Kontny         |
|    | Germania (bandiera) | C     | Dirk Lottner        |

| N. |                     | Ruolo | Calciatore          |
| -- | ------------------- | ----- | ------------------- |
|    | Germania (bandiera) | C     | Martin Luhr         |
|    | Germania (bandiera) | C     | Wilfried Neuschäfer |
|    | Germania (bandiera) | C     | Jürgen Niggemann    |
|    | Germania (bandiera) | C     | Jens Pfahl          |
|    | Germania (bandiera) | C     | Holger Schmitz      |
|    | Germania (bandiera) | C     | Peter Seufert       |
|    | Egitto (bandiera)   | A     | Mohamed Azima       |
|    | Turchia (bandiera)  | A     | Ünsal Bayzit        |
|    | Germania (bandiera) | A     | Bernd Klotz         |
|    | Germania (bandiera) | A     | Sven Meyer          |
|    | Ucraina (bandiera)  | A     | Viktor Pasul'ko     |
|    | Germania (bandiera) | A     | Volker Röhrich      |

## Organigramma societario
Area tecnica
- Allenatore: Gerd Roggensack
- Allenatore in seconda:
- Preparatore dei portieri:
- Preparatori atletici:

## Calciomercato

### Sessione estiva
| Acquisti | Acquisti            | Acquisti              | Acquisti |
| R.       | Nome                | da                    | Modalità |
| -------- | ------------------- | --------------------- | -------- |
| D        | André Köhler        | Eintracht Francoforte |          |
| C        | Dirk Kontny         | Bochum                |          |
| C        | Axel Britz          | Colonia               |          |
| A        | Bernd Klotz         | Fortuna Düsseldorf    |          |
| D        | Willi Kronhardt     | Havelse               |          |
| C        | Wilfried Neuschäfer | Schweinfurt 05        |          |
| C        | Jens Pfahl          | Stahl Brandeburgo     |          |
| A        | Volker Röhrich      | Hansa Rostock         |          |
| D        | Dirk Römer          | Preußen Münster       |          |

| Cessioni | Cessioni     | Cessioni          | Cessioni |
| R.       | Nome         | a                 | Modalità |
| -------- | ------------ | ----------------- | -------- |
| D        | Peter Ritter | Stahl Brandeburgo |          |

### Sessione invernale
| Acquisti | Acquisti | Acquisti | Acquisti |
| R.       | Nome     | da       | Modalità |
| -------- | -------- | -------- | -------- |

| Cessioni | Cessioni    | Cessioni     | Cessioni |
| R.       | Nome        | a            | Modalità |
| -------- | ----------- | ------------ | -------- |
| A        | Holger Friz | TeBe Berlino |          |

## Risultati

### 2. Bundesliga

#### Girone di andata
| Arbitro: | Scheuerer |

|          |           |             |
| Friz 12’ | Marcatori | 62’ Driller |

| Arbitro: | Müller |

|            |           |  |
| Helmer 65’ | Marcatori |  |

| Arbitro: | Malbranc |

|           |           |              |
| Klotz 57’ | Marcatori | 59’ Zernicke |

| Arbitro: | Kuhne |

|             |           |                    |
| Strogies 4’ | Marcatori | 50’ (rig.) Seufert |

| Arbitro: | Mölm |

|                         |           |                                              |
| Britz 29’ Schneider 72’ | Marcatori | 58’ Zschiedrich 65’, 80’ Bletsch 90’ Grether |

| Arbitro: | Weise |

|          |           |                     |
| Friz 82’ | Marcatori | 72’ Laeßig 77’ Walz |

| Arbitro: | Haupt |

|                                                    |           |             |
| Semlits 6’ Klaus 24’ Wollitz 54’ (rig.) Balzis 64’ | Marcatori | 80’ Lottner |

| Arbitro: | Berg |

|                      |           |                  |
| Azima 9’ Lottner 87’ | Marcatori | 37’ Schlumberger |

| Arbitro: | Best |

|             |           |             |
| Pröpper 90’ | Marcatori | 73’ Lottner |

| Arbitro: | Blüthgen |

|           |           |           |
| Römer 33’ | Marcatori | 71’ Linke |

| Arbitro: | Ziller |

|  |           |                |
|  | Marcatori | 18’ Neuschäfer |

#### Girone di ritorno
| Arbitro: | Kemmling |

|                 |           |  |
| Sailer 56’, 80’ | Marcatori |  |

| Arbitro: | Kiefer |

|                         |           |                                  |
| Friz 56’ Azima 68’, 70’ | Marcatori | 26’ Thoben 47’ Bujan 52’ Vorholt |

| Arbitro: | Pohlmann |

|                             |           |                |
| Lünsmann 18’, 52’ Gries 58’ | Marcatori | 42’, 60’ Pfahl |

| Arbitro: | Brückner |

|                                          |           |                                          |
| Schneider 60’ Pfahl 72’ Azima 79’ (rig.) | Marcatori | 49’ Geilenkirchen 59’ Bjelanov 69’ Holze |

| Arbitro: | Kasper |

|                        |           |  |
| Irrgang 72’ Präger 73’ | Marcatori |  |

| Arbitro: | Werthmann |

|                                   |           |  |
| Laeßig 6’ Adler 14’, 49’ Walz 74’ | Marcatori |  |

| Arbitro: | Schulz |

|  |           |               |
|  | Marcatori | 44’ Marquardt |

| Arbitro: | Strampe |

|                              |           |            |
| Schlumberger 37’, 67’ (rig.) | Marcatori | 45’ Kontny |

| Arbitro: | Wippermann |

|  |           |                      |
|  | Marcatori | 40’ Putz 50’ Kröning |

| Arbitro: | Brückner |

|                 |           |             |
| Drulák 57’, 89’ | Marcatori | 29’ Röhrich |

| Colonia 15 dicembre 1991, ore 15:00 CET 22ª giornata | Fortuna Colonia | 0 – 0 referto | Hannover 96 | Südstadion (800 spett.)\| Arbitro: \| Schäfer \| |
| Arbitro:                                             | Schäfer         |               |             |                                                  |

### 2. Bundesliga

#### Girone di andata
| Arbitro: | Kuhne |

|          |           |  |
| Aden 67’ | Marcatori |  |

| Arbitro: | Schulz |

|          |           |               |
| Hupe 65’ | Marcatori | 25’, 50’ Putz |

| Arbitro: | Osmers |

|  |           |                              |
|  | Marcatori | 60’, 84’ Brandts 89’ Röhrich |

| Arbitro: | Schmidt |

|                       |           |  |
| Pfahl 59’ Röhrich 62’ | Marcatori |  |

| Arbitro: | Fleischer |

|  |           |                    |
|  | Marcatori | 43’ (rig.) Seufert |

| Arbitro: | Frey |

|                       |           |                     |
| Hupe 75’ Pasul'ko 78’ | Marcatori | 9’ Probst 43’ Holze |

| Arbitro: | Pohlmann |

|  |           |              |
|  | Marcatori | 68’ Pasul'ko |

| Arbitro: | Lehnardt |

|                       |           |             |
| Lottner 22’ Azima 62’ | Marcatori | 48’ Janotta |

| Arbitro: | Bußhardt |

|                       |           |                                        |
| Golombek 44’ Maul 50’ | Marcatori | 18’, 38’, 63’, 80’ Röhrich 58’ Brandts |

| Arbitro: | Kiefer |

|  |           |               |
|  | Marcatori | 59’ Rauffmann |

### Coppa di Germania
| Arbitro: | Pohlmann |

|  |           |                                                                                     |
|  | Marcatori | 39’ Azima 58’ Schneider 67’ Friz 69’ (rig.) Seufert 85’ Meyer 87’ Klotz 88’ Lottner |

| Arbitro: | Kiefer |

|  |           |                               |
|  | Marcatori | 18’ (aut.) Koch 47’, 68’ Friz |

| Arbitro: | Prengel |

|                                                    |           |                            |
| Meyer 57’, 90’ Pasul'ko 88’ Lottner 102’ Friz 112’ | Marcatori | 8’ Wahl 19’, 84’ Persigehl |

| Arbitro: | Mierswa |

|                         |           |  |
| Kastenmaier 32’ Max 90’ | Marcatori |  |

## Statistiche

### Statistiche di squadra
| Competizione      | Punti | In casa | In casa | In casa | In casa | In casa | In casa | In trasferta | In trasferta | In trasferta | In trasferta | In trasferta | In trasferta | Totale | Totale | Totale | Totale | Totale | Totale | DR  |
| Competizione      | Punti | G       | V       | N       | P       | Gf      | Gs      | G            | V            | N            | P            | Gf           | Gs           | G      | V      | N      | P      | Gf     | Gs     | DR  |
| ----------------- | ----- | ------- | ------- | ------- | ------- | ------- | ------- | ------------ | ------------ | ------------ | ------------ | ------------ | ------------ | ------ | ------ | ------ | ------ | ------ | ------ | --- |
| 2. Bundesliga     | 12    | 11      | 1       | 6       | 4       | 14      | 19      | 11           | 1            | 2            | 8            | 8            | 22           | 22     | 2      | 8      | 12     | 22     | 41     | -19 |
| 2. Bundesliga     | -     | 5       | 2       | 1       | 2       | 7       | 6       | 5            | 4            | 0            | 1            | 10           | 3            | 10     | 6      | 1      | 3      | 17     | 9      | +8  |
| Coppa di Germania | -     | 1       | 1       | 0       | 0       | 5       | 3       | 3            | 2            | 0            | 1            | 10           | 2            | 4      | 3      | 0      | 1      | 15     | 5      | +10 |
| Totale            | 12    | 17      | 4       | 7       | 6       | 26      | 28      | 19           | 7            | 2            | 10           | 28           | 27           | 36     | 11     | 9      | 16     | 54     | 55     | -1  |

### Andamento in campionato
| Giornata  | 1 | 2 | 3 | 4 | 5  | 6  | 7  | 8  | 9  | 10 | 11 | 12 | 13 | 14 | 15 | 16 | 17 | 18 | 19 | 20 | 21 | 22 |
| --------- | - | - | - | - | -- | -- | -- | -- | -- | -- | -- | -- | -- | -- | -- | -- | -- | -- | -- | -- | -- | -- |
| Luogo     | C | T | C | T | C  | C  | T  | C  | T  | C  | T  | T  | C  | T  | C  | T  | T  | C  | T  | C  | T  | C  |
| Risultato | N | P | N | N | P  | P  | P  | V  | N  | N  | V  | P  | N  | P  | N  | P  | P  | P  | P  | P  | P  | N  |
| Posizione | 6 | 9 | 9 | 7 | 12 | 12 | 12 | 12 | 11 | 11 | 10 | 11 | 12 | 12 | 12 | 12 | 12 | 12 | 12 | 12 | 12 | 12 |

Legenda:

Luogo: C = Casa; T = Trasferta. Risultato: V = Vittoria; N = Pareggio; P = Sconfitta.

### Statistiche dei giocatori
| Giocatore     | 2. Bundesliga | 2. Bundesliga | 2. Bundesliga | 2. Bundesliga | Coppa di Germania | Coppa di Germania | Coppa di Germania | Coppa di Germania | Totale   | Totale | Totale      | Totale     |
| Giocatore     | Presenze      | Reti          | Ammonizioni   | Espulsioni    | Presenze          | Reti              | Ammonizioni       | Espulsioni        | Presenze | Reti   | Ammonizioni | Espulsioni |
| ------------- | ------------- | ------------- | ------------- | ------------- | ----------------- | ----------------- | ----------------- | ----------------- | -------- | ------ | ----------- | ---------- |
| F. Agaciak    | 4             | 0             | 0             | 0             | 1                 | 0                 | 0                 | 0                 | 5        | 0      | 0           | 0          |
| M. Azima      | 21            | 4             | 4             | 0             | 4                 | 1                 | 0                 | 0                 | 25       | 5      | 4           | 0          |
| Ü. Bayzit     | 4             | 0             | 1             | 0             | 0                 | 0                 | 0                 | 0                 | 4        | 0      | 1           | 0          |
| A. Brandts    | 13            | 0             | 0             | 0             | 2                 | 0                 | 0                 | 0                 | 15       | 0      | 0           | 0          |
| A. Britz      | 6             | 1             | 2             | 0             | 1                 | 0                 | 0                 | 0                 | 7        | 1      | 2           | 0          |
| H. Friz       | 19            | 3             | 2             | 0             | 4                 | 4                 | 0                 | 0                 | 23       | 7      | 2           | 0          |
| D. Hupe       | 20            | 0             | 4             | 1             | 3                 | 0                 | 0                 | 0                 | 23       | 0      | 4           | 1          |
| J. Jarecki    | 19            | 0             | 0             | 0             | 3                 | 0                 | 0                 | 0                 | 22       | 0      | 0           | 0          |
| B. Klotz      | 14            | 1             | 0             | 0             | 3                 | 1                 | 0                 | 0                 | 17       | 2      | 0           | 0          |
| D. Kontny     | 4             | 1             | 1             | 0             | 0                 | 0                 | 0                 | 0                 | 4        | 1      | 1           | 0          |
| W. Kronhardt  | 17            | 0             | 4             | 0             | 4                 | 0                 | 0                 | 0                 | 21       | 0      | 4           | 0          |
| A. Köhler     | 4             | 0             | 1             | 0             | 0                 | 0                 | 0                 | 0                 | 4        | 0      | 1           | 0          |
| D. Lottner    | 21            | 3             | 1             | 1             | 4                 | 2                 | 0                 | 0                 | 25       | 5      | 1           | 1          |
| M. Luhr       | 0             | 0             | 0             | 0             | 0                 | 0                 | 0                 | 0                 | 0        | 0      | 0           | 0          |
| S. Meyer      | 6             | 0             | 0             | 0             | 2                 | 3                 | 0                 | 0                 | 8        | 3      | 0           | 0          |
| W. Neuschäfer | 13            | 1             | 3             | 0             | 3                 | 0                 | 0                 | 0                 | 16       | 1      | 3           | 0          |
| J. Niggemann  | 18            | 0             | 0             | 0             | 4                 | 0                 | 0                 | 0                 | 22       | 0      | 0           | 0          |
| V. Pasul'ko   | 19            | 0             | 1             | 0             | 4                 | 1                 | 0                 | 0                 | 23       | 1      | 1           | 0          |
| J. Pfahl      | 10            | 3             | 0             | 0             | 0                 | 0                 | 0                 | 0                 | 10       | 3      | 0           | 0          |
| V. Röhrich    | 5             | 1             | 0             | 0             | 0                 | 0                 | 0                 | 0                 | 5        | 1      | 0           | 0          |
| D. Römer      | 11            | 1             | 2             | 1             | 2                 | 0                 | 1                 | 0                 | 13       | 1      | 3           | 1          |
| H. Schmitz    | 2             | 0             | 0             | 0             | 0                 | 0                 | 0                 | 0                 | 2        | 0      | 0           | 0          |
| M. Schmitz    | 0             | 0             | 0             | 0             | 0                 | 0                 | 0                 | 0                 | 0        | 0      | 0           | 0          |
| H. Schneider  | 19            | 2             | 1             | 1             | 3                 | 1                 | 0                 | 0                 | 22       | 3      | 1           | 1          |
| P. Seufert    | 16            | 1             | 4             | 0             | 4                 | 1                 | 1                 | 0                 | 20       | 2      | 5           | 0          |
| U. Zimmermann | 0             | 0             | 0             | 0             | 0                 | 0                 | 0                 | 0                 | 0        | 0      | 0           | 0          |